# Arcidiocesi di Gerapoli di Siria
L'arcidiocesi di Gerapoli di Siria (in latino Archidioecesis Hierapolitana in Syria) è una sede soppressa e sede titolare della Chiesa cattolica.

## Storia
Gerapoli di Siria, corrispondente alla città di Manbij nell'odierna Siria, è l'antica sede metropolitana della provincia romana della Siria Eufratense nella diocesi civile d'Oriente e nel patriarcato di Antiochia.
Nella Notitia antiochena, attribuita al patriarca Anastasio I nella seconda metà del VI secolo, Gerapoli occupa il 5º posto fra le metropolie del patriarcato di Antiochia, con 9 diocesi suffraganee: Zeugma, Sura, Barbalisso, Neocesarea, Perre, Urima, Doliche, Germanicia e Europo. In origine appartenevano alla metropoli di Gerapoli anche le sedi di Cirro e di Sergiopoli (con le sue suffraganee), dalla quale si sono separate nel VI secolo.
A partire dalla prima metà del VII secolo la regione fu occupata dagli Arabi, che costrinsero i funzionari bizantini, vescovi compresi, a fuggire entro i confini dell'impero. La presenza cristiana continuò con le comunità della Chiesa ortodossa siriaca; alcuni vescovi giacobiti sono attestati fra VIII e XIII secolo.
Gams menziona un vescovo latino, Franco, nel 1136.
Dal XIX secolo Gerapoli di Siria è annoverata tra le sedi arcivescovili titolari della Chiesa cattolica; la sede è vacante dal 20 agosto 1982.

## Cronotassi

### Arcivescovi greci
- Filotimo † (menzionato nel 325)
- Teodoto † (menzionato nel 381)
- Lucio † (menzionato nel 394)[4]
  - Alessandro † (prima del 431 - 434 esiliato) (vescovo nestoriano)
- Panolbio † (menzionato nel 444)
- Giovanni † (menzionato nel 445)
- Stefano I † (prima del 446 - dopo il 459)
- Ciro † (circa 487/490)
- Filosseno † (prima del 493 circa - 518 esiliato)
- Teodoro † (menzionato nel 553)
- Stefano II † (menzionato nel 600 circa)
- Agapio † (IX/X secolo)

### Vescovi giacobiti (VIII - XIII secolo)
- Sergio †
- Abramo †
- Simone †
- Giovanni †
- Michele †
- Teodoro †
- Giacomo †
- Timoteo †
- Filossene I †
- Filossene II †
- Ignazio †
- Giovanni †
- Filossene III †[2]

### Arcivescovi latini
- Franco † (prima del 1134 - dopo il 1141)[5]

### Arcivescovi titolari
La presente cronotassi riporta i vescovi che le fonti ecclesiastiche dell'Ottocento e del Novecento assegnano a questa sede titolare.
- Paul Goethals, S.I. † (5 febbraio 1878 - 25 novembre 1886 nominato arcivescovo di Calcutta)[6]
- Concetto Focaccetti † (23 maggio 1887 - 26 settembre 1889 deceduto)[7]
- Carlo Aslanian † (23 settembre 1890 - giugno 1897 deceduto)[8]
- Julien-François-Pierre Carmené † (24 marzo 1898 - 23 agosto 1908 deceduto)[9]
- Louis-François Sueur † (1º dicembre 1908 - 7 ottobre 1914 deceduto)[10]
- Angelo Maria Dolci † (13 novembre 1914 - 16 marzo 1933 nominato cardinale presbitero di Santa Maria della Vittoria)[11]
- Tommaso Trussoni † (9 aprile 1934 - 21 dicembre 1940 deceduto)
- Tommaso Valerio Valeri, O.F.M. † (14 agosto 1942 - 20 novembre 1950 deceduto)
- Rosalvo Costa Rêgo † (3 marzo 1952 - 3 febbraio 1954 deceduto)
- Ermenegildo Florit † (12 luglio 1954 - 9 marzo 1962 succeduto arcivescovo di Firenze)
- Antonio del Giudice † (18 aprile 1962 - 20 agosto 1982 deceduto)